# Bożena (księżna czeska)
Bożena (zm. 1052) – czeska księżna, żona Oldrzycha.
Według przekazu Kosmasa z Pragi była żoną niejakiego Krzesiny. Oldrzych, nie mogąc doczekać się syna z małżeństwa z prawowitą małżonką, porwał Bożenę. Ze związku Bożeny i Oldrzycha pochodził syn, późniejszy książę Brzetysław I.
Data porwania Bożeny nie jest znana – Kosmas pisze o tym zdarzeniu pod 1002 rokiem, ale pod tą samą datą relacjonuje zdobycie Pragi przez Polaków.